# Gerhardt Giese
Gerhardt Wilhelm Karl Giese (* 26. Februar 1901 in Berlin; † 21. März 1969 ebenda) war ein deutscher Erziehungswissenschaftler.
Giese war der Sohn eines Berliner Volksschul- und Gewerbelehrers und besuchte 1910 bis 1918 das Berlin-Kreuzberger Friedrichs-Realgymnasium. Er studierte in Berlin. Der Schüler Eduard Sprangers promovierte 1924 mit einer Arbeit über: Hegels Staatsauffassung und die Idee der Staatserziehung. Er wurde 1930 an das Pädagogische Institut Rostock berufen. Dann war er von 1932 bis 1934 Sprangers Assistent. Seit 1934 lehrte er als Dozent an der Hochschule für Lehrerbildung Elbing, seit 1939 als Professor. Am 9. Juli 1937 beantragte er die Aufnahme in die NSDAP und wurde rückwirkend zum 1. Mai desselben Jahres aufgenommen (Mitgliedsnummer 5.477.715). Am Herder-Institut Riga nahm er Lehraufträge wahr. 1941 wurde er zum Leiter der Lehrerinnenbildungsanstalt (LBA) in Schmückert (Wartheland) und 1942 Direktor der LBA in Lissa. 1942 wurde er von der Gestapo inhaftiert und amtsenthoben, weil er sich weigerte, aus der Kirche auszutreten.
1946 bis 1953 war er Mitarbeiter des West-Berliner Kirchenrats und in der Kammer für Erziehung und Unterricht, 1953 bis 1960 Leiter der Schulkanzlei der Evangelischen Kirche von Berlin-Brandenburg und stellvertretender Leiter der Kammer für Erziehung und Unterricht. Er lehrte als Professor an der Kirchlichen Hochschule in Berlin. An der gesamten Schuldiskussion war er zentral beteiligt.

## Schriften
- Hegels Staatsidee und der Begriff der Staatserziehung. Halle/S. 1926
- Die deutsche Erziehungswissenschaft im Umbruch. 1938
- Die Kirche in der Berliner Schule. Lettner, Berlin 1955
- Erziehung und Bildung in der mündigen Welt. Göttingen 1957
- Quellen zur deutschen Schulgeschichte seit 1800. Göttingen 1961

## Belege
1. ↑  Geburtsregister StA Berlin V a, Nr. 401/1901
2. ↑  Sterberegister StA Charlottenburg von Berlin, Nr. 1053/1969
3. ↑  Bundesarchiv R 9361-IX KARTEI/10951119
4. ↑  Litzmannstädter Zeitung vom 30. November 1941, S. 4 (Memento vom 14. April 2014 im Internet Archive)

| Personendaten    | Personendaten                                         |
| ---------------- | ----------------------------------------------------- |
| NAME             | Giese, Gerhardt                                       |
| ALTERNATIVNAMEN  | Giese, Gerhardt Wilhelm Karl                          |
| KURZBESCHREIBUNG | deutscher Pädagoge und evangelischer Kirchenpolitiker |
| GEBURTSDATUM     | 26. Februar 1901                                      |
| GEBURTSORT       | Berlin                                                |
| STERBEDATUM      | 21. März 1969                                         |
| STERBEORT        | Berlin                                                |